# 1974 en santé et médecine
| Années de la santé et de la médecine : 1971 - 1972 - 1973 - 1974 - 1975 - 1976 - 1977    |
| Décennies de la santé et de la médecine : 1940 - 1950 - 1960 - 1970 - 1980 - 1990 - 2000 |

Cet article présente les faits marquants de l'année 1974 en santé et médecine.

## Événements
- 30 avril : création du centre hospitalier universitaire de Limoges.
- 26 novembre : en France, Simone Veil, ministre de la santé, présente devant l'Assemblée nationale le projet de loi dépénalisant l'avortement ; après des débats houleux, la loi Veil sera promulguée le 17 janvier 1975.
- Le Prix Nobel de physiologie ou médecine est attribué à Albert Claude, Christian de Duve et George Emil Palade pour leurs découvertes concernant l'organisation structurelle et fonctionnelle de la cellule.
- Le Programme élargi de vaccination (PEV) est lancé par l'Organisation mondiale de la santé, pour rendre les vaccins accessibles à tous les enfants dans le monde.
- Fondation à Tōbetsu au Japon de l’Université des sciences de la santé de Hokkaidō.
- Création au Royaume-Uni de l'Health & Safety Executive (HSE), autorité compétente en matière d'inspection du travail dans les domaines de la santé et sécurité au travail.
- L'Échelle de Glasgow, indicateur de l'état de conscience qui permet à un médecin dans un contexte d'urgence de choisir une stratégie, est développée pour les traumatismes crâniens à l'institut de neurologie de Glasgow, en Écosse, par G. Teasdale et B. Jennet.

## Naissances
- Date précise inconnue ou non renseignée :
  - Céline Tendobi, médecin congolais, spécialisée en obstétrique et gynécologie.

## Décès
- 25 avril : Boumédiene Bensmaïn, médecin algérien, membre fondateur du Croissant-Rouge algérien, né le 31 juillet 1915.
- 7 août : Virginia Apgar, anesthésiste américaine, née en 1909.
- 13 septembre : Mary Walker, médecin britannique, née le 17 avril 1888.
- 10 novembre : Max Aron, médecin et biologiste français, considéré comme le co-découvreur de la thyréostimuline, né le 30 janvier 1892.
- Date précise inconnue ou non renseignée :
  - Lazar Remen, médecin allemand, le premier à démontrer l’efficacité du traitement anticholinestérasique dans la myasthénie, né en 1907.